# Плутенко, Станислав Владимирович
Станислав Владимирович Плутенко (род. 1961, Москва) — советский и российский живописец и график.

## Биография
Станислав Плутенко увлекался рисунком и живописью с детства, но по настоянию родителей получил образование конструктора турбин в Московском автомеханическом институте, а позже учился в МИНХ им. Плеханова, одновременно частным образом обучаясь живописи.
В годы службы в армии Плутенко был оформителем офицерских клубов. С 1981 года работал оформителем витрин, выставляется как художник с 1984 года. С 1989 года выставляется за рубежом. Индивидуальные выставки в 1990-е годы проходили в Стокгольме (Швеция), Хельсинки (Финляндия), Ульме (Германия), Лондоне (Великобритания, Институт современного искусства), частных галереях в США. В России Плутенко является постоянным участником выставок «Арт-Манеж», «Арт-Москва» и Millionaire Fair. С 1991 года — член профессионального союза художников-графиков, с 1997 года член Международной академии творчества (Москва).

## Стиль
Стиль Плутенко сам автор определяет как «Увидеть необычное и сделать необычнее». Жанр, в котором работает Плутенко, различные критики определяют как сюрреализм (автор включён в «Международную энциклопедию художников-фантастов, сюрреалистов, символистов и футуристов» как сюрреалист), гиперреализм, «фантазийный» реализм или салонный стиль Художник работает над полотнами быстро, заканчивая очередное произведение за 7-10 дней (главный редактор «Единого художественного рейтинга» Сергей Заграевский пишет в связи с этим о «гладких, мастерски исполненных, но при этом абсолютно бездуховных и бездушных работах»), хотя использует сложную технику, включающую масляные и акриловые краски, темперу, акварель и тонкие лессировки с помощью аэрографа. Три основных чередующихся темы в работах Плутенко — Восток, гротеск и романтизм.

## Награды
- 1997 — Гран-при «Золотая кисть»
- 2009 — золотая медаль им. Н. Сац «за выдающийся творческий вклад в развитие искусства»
- 2012 — «Золотая кисть» за работу «Новый директор»